# Gennadi Bliznyuk
Gennadi Bliznyuk (en biélorusse Генадзь Блізьнюк), né le 30 juillet 1980 à Svetlahorsk, est un footballeur biélorusse, jouant au poste d'attaquant. Il a été le meilleur buteur du Championnat de Biélorussie de football à deux reprises.

## Palmarès
- Championnat de Biélorussie :
  - Champion : 2003 avec le FK Gomel, 2006 et 2007 avec le BATE Borisov

- Coupe de Biélorussie :
  - Vainqueur : 2001-2002 avec le FK Gomel, 2005-2006 avec le BATE Borisov

- Meilleur buteur du Championnat de Biélorussie en 2003 (18 buts avec le FK Gomel), 2008 (16 buts avec le BATE Borisov).